# Superbike-VM 1993
Superbike-VM 1993 vanns av amerikanen Scott Russell vann titeln körandes en Kawasaki. Carl Fogarty tog silvret. Svensken Christer Lindholm blev nia.

## Delsegrare
| Bana           | Vinnare           | Märke    | Vinnare           | Märke    |
| -------------- | ----------------- | -------- | ----------------- | -------- |
| Brands Hatch   | Giancarlo Falappa | Ducati   | Giancarlo Falappa | Ducati   |
| Hockenheim     | Giancarlo Falappa | Ducati   | Scott Russell     | Kawasaki |
| Albacete       | Carl Fogarty      | Ducati   | Carl Fogarty      | Ducati   |
| Misano         | Giancarlo Falappa | Ducati   | Giancarlo Falappa | Ducati   |
| Österreichring | Andreas Meklau    | Ducati   | Giancarlo Falappa | Ducati   |
| Brno           | Carl Fogarty      | Ducati   | Scott Russell     | Kawasaki |
| Anderstorp     | Carl Fogarty      | Ducati   | Carl Fogarty      | Ducati   |
| Johor          | Carl Fogarty      | Ducati   | Carl Fogarty      | Ducati   |
| Sugo           | Carl Fogarty      | Ducati   | Scott Russell     | Kawasaki |
| Assen          | Carl Fogarty      | Ducati   | Carl Fogarty      | Ducati   |
| Monza          | Aaron Slight      | Kawasaki | Giancarlo Falappa | Ducati   |
| Donington Park | Scott Russell     | Kawasaki | Scott Russell     | Kawasaki |
| Estoril        | Fabrizio Pirovano | Yamaha   | Carl Fogarty      | Ducati   |

## Slutställning
| Plats | Förare               | Märke    | Poäng |
| ----- | -------------------- | -------- | ----- |
| 1     | Scott Russell        | Kawasaki | 378,5 |
| 2     | Carl Fogarty         | Ducati   | 349,5 |
| 3     | Aaron Slight         | Kawasaki | 316   |
| 4     | Fabrizio Pirovano    | Yamaha   | 290   |
| 5     | Giancarlo Falappa    | Ducati   | 255   |
| 6     | Piergiorgio Bontempi | Kawasaki | 184,5 |
| 7     | Stéphane Mertens     | Ducati   | 172   |
| 8     | Terry Rymer          | Yamaha   | 116   |
| 9     | Christer Lindblom    | Yamaha   | 102   |
| 10    | Mauro Lucchiari      | Ducati   | 93,5  |